# Коти Ултара
«Коти Ултара» (англ. The Cats of Ulthar) — містичне оповідання Говарда Лавкрафта, написане 15 червня 1920 року і вперше опубліковане в листопадовому номері журналу «Tryout» того ж року. Оповідання примітне тим, що було одним з перших творів Лавкрафта, перекладених українською, хоч і в скороченому варіанті. Сюжет подається як легенда, що розповідається неназваним оповідачем і пояснює дивний закон міста Ултар, який забороняє вбивати котів.

## Сюжет
Як повідомляє оповідач, у містечку Ултар колись жило старе, потворне з вигляду, подружжя, що ненавиділо котів. Ці двоє з невідомої причини ловили та мордували сусідських домашніх улюбленців. Одного разу до Ултара прибув караван смаглявих мандрівників із Півдня. Серед них — хлопчик-сирота Менес з єдиною близькою йому істотою — чорним кошеням. На третій день кошеня Менеса зникло, а від перехожого на ринку хлопчик дізнався про крики, чуті з хатини старих.
Хлопчик в розпачі промовив молитву невідомою мовою. У відповідь хмари набули дивних форм рогатих істот, що прикрашали вози мандрівників. Вночі караван покинув місто, а з ним зникли й усі кішки. Бургомістр Кренон припустив, що мандрівники так помстилися, викравши всіх котів, і прокляв караван. Однак наступного ранку тварини повернулися надзвичайно ситими, а деякі очевидці повідомляли, що бачили їх на подвір'ї житла страшного подружжя.
Через тиждень люди помітили, що в хатині під деревами не запалювали світло вечорами. Узявши гурт сміливців, бургомістр увійшов до їхнього житла, де виявилися два обгризені скелети. Цей випадок, як і мандрівники та загадкова молитва хлопчика, спричинив численні здогадки та розслідування. Урешті-решт бургомістр видав указ, який засвідчує, що в Ултарі ніхто не має права вбити кішку.